# Aleqa Hammond
Aleqa Hammond (ur. 23 września 1965 w Narsaq) – grenlandzka polityk, od czerwca 2009 do października 2014 przewodnicząca partii Siumut, premier Grenlandii w okresie od 5 kwietnia 2013 do 30 września 2014.

## Życiorys
Aleqa Hammond urodziła się w Narsaq na południu, ale dorastała w miejscowości Uummannaq na zachodzie Grenlandii. W wieku 7 lat straciła ojca, który zginął w czasie polowania, gdy załamał się pod nim lód. W roku 1972 rozpoczęła edukację i naukę języka angielskiego i francuskiego zamiast tradycyjnego duńskiego. Po ukończeniu szkoły podstawowej rozpoczęła naukę w college'u w Iqaluit w Kanadzie, na którym uzyskała dyplom z języka angielskiego. Studiowała na Uniwersytecie Grenlandzkim.
Po zaangażowaniu się w działalność polityczną, w roku 2005 dostała się do parlamentu Grenlandii (Landsting) z ramienia partii Siumut (Naprzód). W latach 2005–2007 zajmowała stanowisko ministra spraw rodzinnych i sprawiedliwości w gabinecie premiera Hansa Enoksena. Od 2005 do 2008 stała na czele resortu finansów i spraw zewnętrznych. 9 czerwca 2009, po przegranej partii Siumut w wyborach parlamentarnych, zastąpiła Hansa Enoksena na stanowisku przewodniczącej partii. Od 5 kwietnia 2013 do 30 września 2014 pełniła urząd premiera.
Oprócz ojczystych języków grenlandzkiego i duńskiego posługuje się biegle angielskim, niemieckim i inuktitut.